# Tinder
Tinder là ứng dụng di động tìm kiếm xã hội dựa trên vị trí và ứng dụng Web thường được sử dụng làm dịch vụ hẹn hò trực tuyến, tìm kiếm bạn tình - cho phép người dùng sử dụng chuyển động vuốt để thích (vuốt sang phải) hoặc không thích (vuốt sang trái) và cho phép người dùng trò chuyện nếu cả hai bên đều thích nhau ("hợp nhau"). Thông tin có sẵn cho người dùng dựa trên hình ảnh, tiểu sử ngắn và tùy chọn, tài khoản Instagram, Facebook hoặc Spotify được liên kết. Tinder ban đầu yêu cầu truy cập vào tài khoản Tinder thông qua tài khoản Facebook, nhưng kể từ tháng 8 năm 2019, Tinder cho phép người dùng đăng ký bằng số điện thoại và không cần truy cập vào tài khoản Facebook.
Tinder được ra mắt vào năm 2012 trong vườn ươm khởi nghiệp Hatch Labs, một liên doanh của IAC và công ty phát triển di động Xtreme Labs. Vào năm 2014, Tinder đã có được khoảng một tỷ "lần vuốt" mỗi ngày.
Tinder University là một tính năng chỉ dành cho sinh viên đại học, xuất hiện vào năm 2019.

## Thành lập
Tinder được thành lập trong vườn ươm khởi nghiệp Hatch Labs bởi Sean Rad, Jonathan Badeen, Justin Mateen, Joe Munoz, Dinesh Moorigate và Whitney Wolfe, người sau đó đã rời Tinder để tạo Bumble vào năm 2014. Các nguồn khác giới hạn danh sách những người sáng lập cho Mateen, Rad và Badeen, mặc dù điều này đã bị tranh cãi.
Sean Rad và Justin Mateen đã biết nhau từ năm 14 tuổi. Cả hai đều đến từ các gia đình Do Thái-Iran ở khu vực Los Angeles, và cả hai đều theo học Đại học Nam California và trở thành doanh nhân trực tuyến cùng một lúc. Rad đã nói rằng động lực cho sự sáng tạo của Tinder là quan sát của anh ấy rằng "cho dù bạn là ai, bạn cảm thấy thoải mái hơn khi tiếp cận ai đó nếu bạn biết họ muốn bạn tiếp cận họ." Ông tin rằng một hệ thống "chọn tham gia kép" có thể được tạo ra để có khả năng giảm bớt căng thẳng khi gặp gỡ những người mới. Rad cũng cho biết Tinder đã lấp đầy một khoảng trống về sự sẵn có của các nền tảng xã hội để gặp gỡ người lạ, thay vì kết nối với những người mà người dùng đã biết rõ.
Tinder được quảng bá tại nhiều cơ sở đại học và nhanh chóng mở rộng sang các cơ sở khác. Ứng dụng này đã giành giải thưởng Crunchie của TechCrunch cho "Khởi nghiệp mới tốt nhất năm 2013".
Vào tháng 3 năm 2013, giám đốc truyền thông xã hội của Tinder, Alexa Mateen, người đi đầu trong việc mở rộng từ khuôn viên trường đại học của Tinder, cho biết ứng dụng này mang đến "cơ hội gặp gỡ những người mà bạn thường không gặp".
Đến tháng 5 năm 2013, Tinder là một trong 25 ứng dụng mạng xã hội trực tuyến hàng đầu, dựa trên tần suất sử dụng và số lượng người dùng. Ban đầu, thay vì sử dụng chuyển động vuốt hiện tại của Tinder để tạo cặp phù hợp, người dùng phải nhấp vào hình trái tim màu xanh lá cây hoặc màu đỏ X để chọn hoặc di chuyển từ ảnh được hiển thị. Tinder trở thành dịch vụ hẹn hò trực tuyến mới đầu tiên khẳng định vị trí là một trong 5 dịch vụ được sử dụng hàng đầu của web trong khoảng 10 năm.
Sean Rad đã từng là Giám đốc điều hành của Tinder trong hai khoảng thời gian. Ông là Giám đốc điều hành ban đầu của công ty cho đến tháng 3 năm 2015, khi ông được thay thế bởi cựu giám đốc điều hành của eBay và Microsoft, Chris Payne. Payne rời công ty và Rad đồng thời trở lại làm CEO vào tháng 8 năm 2015. Rad đã từ chức CEO một lần nữa vào tháng 12 năm 2016, trở thành chủ tịch của Tinder và nhường vị trí CEO cho cựu chủ tịch Tinder Greg Blatt.